# الكنز 2 (فلم)
الكنز 2 فيلم تاريخي مصري من إنتاج سنة 2019. الفيلم من إخراج شريف عرفة، وتأليف عبد الرحيم كمال، وإنتاج وليد صبري، ومن بطولة محمد سعد، ومحمد رمضان، وهند صبري، أحمد رزق، وأحمد حاتم، هيثم أحمد زكي:، وأمينة خليل، وروبي، وهاني عادل. صدر الفيلم في عيد الأضحي لعام 2019.

## ملخص القصة
يواصل الجزء الثاني ما انتهى إليه الجزء الأول في حكايات حتشبسوت في العصر الفرعوني وعلي الزيبق خلال العصر العثماني، وبشر الكتاتني رئيس القلم السياسي الذي يواجه تحديات جديدة في العمل والحب، ويحاول أن يدل ابنه حسن على الطريق إلى كنز يخبره بشأنه من خلال وصيته المسجلة.

## طاقم التمثيل
| - الأربعينات والسبعينات - محمد سعد: بشر الكتاتني - أحمد رزق: عبد العزيز النشار - أحمد حاتم: حسن بشر الكتاتني - هيثم أحمد زكي: مصطفى الكتاتني - أمينة خليل: نعمات رزق - نهى عابدين: لواحظ - محمد محمود عبد العزيز:الملك فاروق - سارة عبد الرحمن:راجية - جمال عبد الناصر:عاصم خط الصعيد | - العصر العثماني - محمد رمضان: على الزيبق - روبي: زينب صلاح الكلبي - سوسن بدر: فاطمة الفيومية - عباس أبو الحسن: صلاح الكلبي - أحمد صيام:الشيخ هبة المالطي - الشحات مبروك:عمر - تميم عبده : والي مصر | - العصر الفرعوني - هند صبري: حتشبسوت - هاني عادل: سننموت - رمزي لينر:تحوتمس الثاني - جميل برسوم:تحوتمس الأول - محيي إسماعيل:الكاهن الأكبر - عبد العزيز مخيون:الحكيم أني - أحمد مالك \|تحتمس الثالث |

- هاني التابعي:

## وصلات خارجية
- مقالات تستعمل روابط فنية بلا صلة مع ويكي بيانات